# Bajanhutag járás
Bajanhutag járás (mongol nyelven: Баянхутаг сум) Mongólia Hentij tartományának egyik járása. Területe 6024 km². Népessége kb. 2400 fő.
Székhelye, Bajan (Баян) 22 km-re fekszik Öndörhán tartományi székhelytől.